# منتخب صربيا لاتحاد الرغبي للسيدات
منتخب صربيا لاتحاد الرغبي للسيدات (بالصربية: Женска Рагби 15 репрезентација Србије )‏ هو ممثل صربيا الرسمي في المنافسات الدولية في فئة رياضة نسوية. تأسس في 11 أبريل 2007.

## وصلات خارجية
- الموقع الرسمي